# Моран (тауншип, Миннесота)
Моран (англ. Moran) — тауншип в округе Тодд, Миннесота, США. На 2000 год его население составило 515 человек.

## География

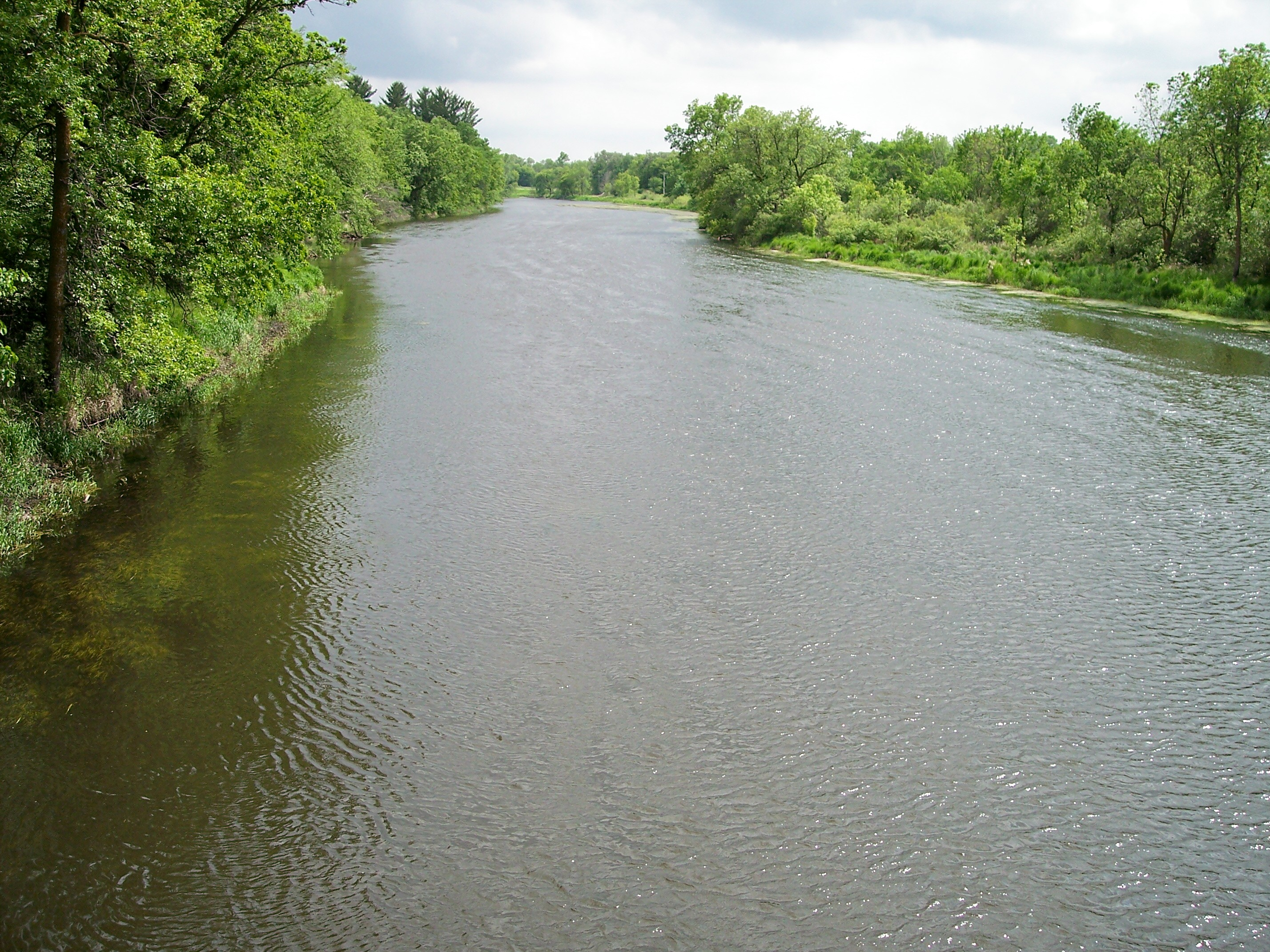
Лонг-Прери вблизи Морана

По данным Бюро переписи населения США площадь тауншипа составляет 93,3 км², из которых 92,1 км² занимает суша, а 1,2 км² — вода (1,28 %).
По восточной части населённого пункта протекает река Лонг-Прери.

## Достопримечательности
Католическая церковь св. Исидора, построенная здесь польскими иммигрантами в 1899 году.

## Демография
По данным переписи населения 2000 года здесь находились 515 человек, 186 домохозяйств и 143 семьи. Плотность населения — 5,6 чел./км². На территории тауншипа расположено 235 построек со средней плотностью 2,6 построек на один квадратный километр. Расовый состав населения: 96,70 % белых, 0,58 % афроамериканцев, 0,78 % коренных американцев, 1,55 % — других рас США и 0,39 % приходится на две или более других рас. Испанцы или латиноамериканцы любой расы составляли 1,55 % от популяции тауншипа.
Из 186 домохозяйств в 33,9 % воспитывались дети до 18 лет, в 67,7 % проживали супружеские пары, в 4,3 % проживали незамужние женщины и в 23,1 % домохозяйств проживали несемейные люди. 19,4 % домохозяйств состояли из одного человека, при том 7,5 % из — одиноких пожилых людей старше 65 лет. Средний размер домохозяйства — 2,77, а семьи — 3,20 человека.
28,9 % населения — младше 18 лет, 7,0 % — в возрасте от 18 до 24 лет, 27,6 % — от 25 до 44, 25,4 % — от 45 до 64, и 11,1 % — старше 65 лет. Средний возраст — 38 лет. На каждые 100 женщин приходилось 111,1 мужчин. На каждые 100 женщин старше 18 приходилось 119,2 мужчин.
Средний годовой доход домохозяйства составлял 27 083 доллара, а средний годовой доход семьи — 29 125 долларов. Средний доход мужчин — 24 464 доллара, в то время как у женщин — 16 528. Доход на душу населения составил 15 144 доллара. За чертой бедности находились 13,1 % семей и 18,0 % всего населения тауншипа, из которых 19,3 % младше 18 и 23,6 % старше 65 лет.